# Mandatum Life
La compagnie d'assurance-vie Mandatum (finnois : Mandatum Henkivakuutusosakeyhtiö, anglais : Mandatum Life), auparavant Henki-Sampo établie en 1997, est une compagnie d'assurance basée à Helsinki en Finlande.

## Présentation
Mandatum Life est une filiale du groupe Sampo.
En 2018, elle a environ 300 000 clients individuels et 20 000 entreprises clientes, elle emploie 531 personnes. 
La société est active en Finlande, dans les pays nordiques et dans les pays baltes